# 누스코
누스코(이탈리아어: Nusco)는 이탈리아 캄파니아주 아벨리노도의 코무네다.